# Чемпионат России по самбо 2011
Чемпионат России по самбо 2011 года среди мужчин проходил в городе Выкса с 10 по 14 марта.

## Медалисты
| Весовая категория | Золото                        | Серебро                        | Бронза                                                       |
| ----------------- | ----------------------------- | ------------------------------ | ------------------------------------------------------------ |
| до 52 кг          | Валерий Сороноков Пышма       | Альберт Монгуш Кызыл           | Игорь Беглеров Кудымкар Алексей Клюкин Пышма                 |
| до 57 кг          | Роман Козлов Рязань           | Илья Тухфатуллин Москва        | Владимир Березовский Самара Сергей Ялышев Санкт-Петербург    |
| до 62 кг          | Виталий Уин Алтайский край    | Александр Паньков Краснокамск  | Владислав Мацков Дмитров Владимир Балыков Пензенская область |
| до 68 кг          | Сергей Шибанов Выкса          | Никита Клецков Москва          | Сергей Савич Новокузнецк Андрей Горобец Армавир              |
| до 74 кг          | Уали Куржев Рязанская область | Александр Шаров Кстово         | Илья Лебедев Пышма Андрей Перепелюк Москва                   |
| до 82 кг          | Владимир Приказчиков Москва   | Сергей Кирюхин Санкт-Петербург | Сергей Рябов Тамбов Алексей Харитонов Заречный               |
| до 90 кг          | Альсим Черноскулов Пышма      | Шейх-Магомед Вакаев Аргун      | Эдуард Кургинян Армавир Виктор Осипенко Брянск               |
| до 100 кг         | Артём Осипенко Брянск         | Вячеслав Михайлин Москва       | Евгений Исаев Краснокамск Нугзар Модзгвришвили Пермь         |
| свыше 100 кг      | Виталий Минаков Брянск        | Михаил Старков Екатеринбург    | Константин Ратько Владимир Алексей Гладков Санкт-Петербург   |